# Michel Feron
Michel Alphonse Feron (* 13. Mai 1923 in Vilvoorde; † 18. Mai 2014 in Lasne) war ein belgischer Skirennläufer.

## Karriere
Feron nahm 1948 und 1952 an Olympischen Winterspielen teil, diese wurden zugleich auch als Weltmeisterschaften gewertet. Sein bestes Ergebnis erreichte er 1948 in St. Moritz mit dem 42. Platz in der Kombination.

## Privates
Sein jüngerer Bruder Denis Feron war ebenfalls als Skirennläufer aktiv.

## Erfolge

### Olympische Winterspiele
- St. Moritz 1948: 42. Kombination, 50. Abfahrt
- Oslo 1952: 61. Abfahrt, 69. Riesenslalom, 73. Slalom

### Weltmeisterschaften
- St. Moritz 1948: 42. Kombination, 50. Abfahrt
- Oslo 1952: 61. Abfahrt, 69. Riesenslalom, 73. Slalom